# Who Says
"Who Says" é uma canção gravada pela banda norte-americana Selena Gomez & the Scene e composta por Emanuel Kiriakou e Priscilla Renea, sendo Kiriakou o responsável pela produção e arranjos. Foi lançada em 14 de março de 2011 pela Hollywood Records como o primeiro single do terceiro álbum de estúdio da banda, intitulado When the Sun Goes Down (2011). Musicalmente, é uma obra do gênero teen pop cujas letras são sobre seguir os sonhos e não deixar que ninguém o reprima. "Who Says" marca um afastamento do som habitual do grupo — uma vez que esta tem uma melodia acústica e orgânica — em comparação com os seus trabalhos anteriores de dance-pop. De modo geral, a obra foi bem recebida pela crítica especialista em música contemporânea, que apreciou a sua mensagem e a mudança de ritmo do conjunto. A faixa também está incluída na coletânea For You (2014).
"Who Says" teve um desempenho comercial satisfatório nos Estados Unidos, onde atingiu o seu pico na vigésima primeira posição da tabela musical Billboard Hot 100 e na primeira da Hot Dance Club Songs. Após vender mais de um milhão de cópias no país, recebeu o certificado de disco de platina pela Recording Industry Association of America (RIAA). O seu videoclipe foi dirigido por Chris Applebaum e gravado em fevereiro de 2011. Um mês após a sua gravação, a produção foi lançada no perfil oficial da banda do website Vevo. A fim de promover "Who Says", o grupo fez várias apresentações em programas de televisão, tais como o The Late Show with David Letterman, Live with Regis and Kelly e o Good Morning America. A música foi também interpretada no programa infanto-juvenil So Random, transmitido pelo Disney Channel.

## Precedentes e lançamento

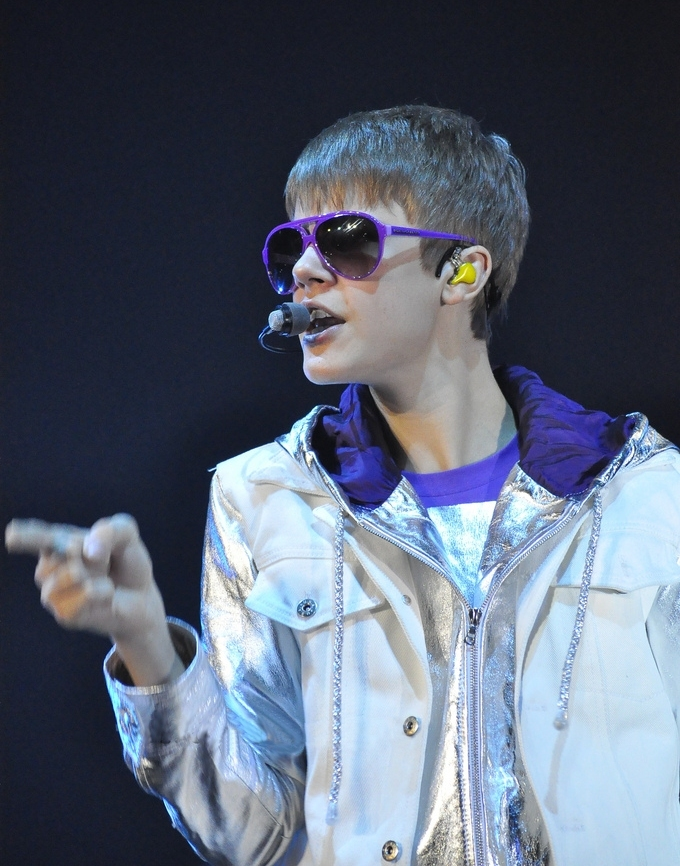
Após comentários de Gomez, críticos consideraram que a inspiração para "Who Says" partiu da atenção que ela recebeu após iniciar um relacionamento com Justin Bieber.

Em setembro de 2009 foi lançado o álbum de estúdio de estreia da banda, Kiss & Tell e, em junho do ano seguinte, A Year Without Rain, o segundo material. Após o lançamento de A Year Without Rain, Selena Gomez, a vocalista da banda, disse que não estava com pressa de lançar outro disco, porém, após gravar e ouvir "Who Says", ela decidiu produzir um novo lançamento, chamando a canção de "surpreendente e inspiradora". Mais tarde, a vocalista referiu-se à musica como "divertida e potenciadora", comentando: "Toda vez que interpreto esta faixa, eu fico tipo, 'já me sinto bem melhor'".
No dia 15 de fevereiro de 2011, a Universal Music Portugal confirmou que um novo álbum da banda estava sendo gravado, e que o mesmo estava programado para ser lançado no dia 28 de junho daquele ano. Em março, Gomez revelou em uma entrevista para a MTV que estava trabalhando com o produtor Toby Gad e descreveu o álbum como: "Estou crescendo [...] Estou em constante mudança, e é divertido ser capaz de expressar isso para os meus fãs. Este álbum é uma rave enorme... É realmente radical, é diferente e eu estou gostando".
Após a estreia da música no programa de rádio On Air with Ryan Seacrest, a cantora fez menção aos comentários negativos que vinha recebendo nas redes sociais Twitter e Facebook quando tornou-se uma celebridade. Críticos como Nardine Saad, do jornal Los Angeles Times, interpretaram isto como o retorno das ameaças e do ódio do grupo de fãs de Justin Bieber — apelidados de "Beliebers" — com quem namorava na época.
O Twitter e o Facebook são muito negativos para mim ... dentro desse mundo é fácil o acesso aos sentimentos das pessoas. Você pode receber milhares de comentários maravilhosos, mas apenas um é suficiente para derrubá-los e é assim que está acontecendo comigo. Basicamente é para os inimigos, as pessoas que tentam derrubá-lo.— Selena Gomez ao falar sobre os comentários negativos que vinha recebendo em redes sociais.
"Who Says" foi enviada pela distribuidora fonográfica Hollywood Records às principais estações de rádio em 8 de março de 2011, e seis dias depois foi disponibilizado para download digital no iTunes nos Estados Unidos e Canadá. Um disco de remixes foi lançado em 24 de junho de 2011.

## Estrutura musical e recepção crítica
"Who Says" é uma música co-escrita por Emanuel Kiriakou e Priscilla Renea, sendo produzida pelo primeiro. A canção inclui elementos de teen pop, e de acordo com a partitura publicada pela Alfred Publishing, foi definida no compasso de tempo comum num andamento moderado com um metrônomo de 100 batidas por minuto. Composta na nota de mi maior, o alcance vocal de Gomez vai desde a nota baixa de Sol até à nota alta de Dó.
Liricamente, a canção é sobre "ser você mesmo e não deixar as críticas o desanimarem". Gomez canta sobre suas inseguranças e como as pessoas dizem que ela não é boa o suficiente, o que é exemplificado nos versos: "Você fez com que eu ficasse insegura / Dizendo que eu não era boa o suficiente". A obra segue o exemplo dos singles de "auto-estima", tais como "Firework" (2010) de Katy Perry, "Fuckin' Perfect" (2010) de P!nk, "We R Who We R" (2010) de Kesha, e "Born This Way" (2011) de Lady Gaga.
Gomez afirmou, sobre a sua inspiração para gravá-la: "Eu estou tão feliz [com as recentes canções de empoderamento], porque a música é uma linguagem universal, e é uma maneira rápida de transmitir algo à muita gente. O fato de todos estes artistas estarem fazendo isso, é muito bom. Eu estou muito feliz."
As opiniões da crítica para a canção foram geralmente positivas. Bill Lamb, do portal About.com, comentou sobre o refrão, referindo-se a ele como "irresistível", e elogiou os vocais de Gomez. A página online Commonsensemedia.org disse que "a música é um grande hino para os jovens fãs do Disney Channel e para os pré-adolescentes que perderam os seus modos positivos com estrelas como Miley Cyrus. O novo single de Selena é sobre amar a si mesmo e se sentir bonito, sem se importar com a opinião dos outros. Não há conteúdo impróprio." Jocelyn Vena, da MTV News, apreciou bastante a obra, declarando que "agora as rádios tem mais um hino de auto-capacitação", enquanto o portal The Huffington Post chamou a faixa de "supérflua". Kitty Empire, do jornal The Guardian, na sua resenha de When the Sun Goes Down, referiu-se a "Who Says" como "medonha".

## Vídeo musical e promoção

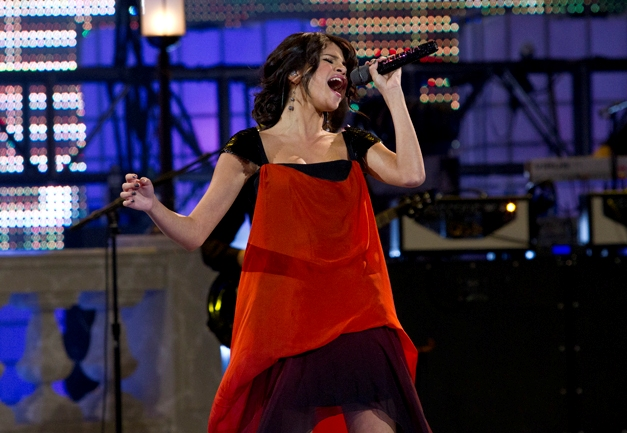
Gomez durante a interpretação de "Who Says" na cerimônia dos MuchMusic Video Awards de 2011.

O vídeo de "Who Says" foi gravado em 12 de fevereiro de 2011 na cidade de Los Angeles, Califórnia. Alguns fãs da banda foram convidados para marcarem presença na gravação. Em 2 de março, foi lançado um trecho de oito segundos, e nove dias depois, a produção foi divulgada na íntegra no canal de televisão Disney Channel. Dez dias depois, foi finalmente publicado no perfil oficial da banda no Vevo.
A trama do vídeo inicia-se com Gomez em uma sessão de fotos, onde começa a cantar o primeiro verso. Em seguida, ela tira os seus brincos e sapatos e abandona o estúdio. Então, a cantora caminha descalça pelas ruas e periferias de Los Angeles em um vestido, entra num táxi, e interpreta os versos dentro dele. Enquanto caminha, as letras da música aparecem em letreiros de prédios, cartazes do trem e no céu. Eventualmente, a artista entra em um banheiro público, troca de roupa para uma blusa branca e um calção de ganga, e acaba tirando a maquiagem. Após isto, volta a caminhar e encontra o resto da banda e seus fãs na praia, onde ela começa a fazer uma espécie de concerto no local. No final do vídeo, a banda e os fãs vão correndo para a água, onde aparece, escrita na areia, a frase "The end", que é posteriormente apagada pelas ondas do mar.
Gomez cantou a canção ao vivo pela primeira vez no talk show The Late Show with David Letterman em 16 de março de 2011 e fez uma aparição na série de televisão The Seven, dois dias depois. A banda também apresentou a faixa no evento anual Concert For Hope em 20 de março. Mais tarde, o conjunto voltou a interpretar a música no The Ellen DeGeneres Show em 22 de março, e catorze dias depois no reality show Dancing with the Stars. Também apresentaram-na durante a sua participação no programa de televisão infanto-juvenil So Random!, exibido pelo Disney Channel. Em 17 de junho, atuaram no Good Morning America, e em 19 de junho, na vigésima segunda cerimônia anual da entrega de prémios MuchMusic Video Awards. Em 24 e 29 de junho eles interpretaram "Who Says" nos talk shows Late Night with Jimmy Fallon e Live with Regis and Kelly, respectivamente.

## Alinhamento de faixas e formatos
O single simples de "Who Says" contém apenas a faixa, que tem duração de três minutos e quinze segundos, assim como o seu lançamento em download digital. Também foram lançados discos que contém remixes da faixa original, incluindo um EP.
| Download digital |                |                                   |                 |         |  |
| N.º              | Título         | Compositor(es)                    | Produtor(es)    | Duração |  |
| 1.               | "Who Says"     | Emanuel Kiriakou, Priscilla Renea | The Stereotypes | 3:15    |  |
| Duração total:   | Duração total: | Duração total:                    | Duração total:  | 3:15    |  |

| CD single de remixes da Austrália |                                                   |         |  |
| N.º                               | Título                                            | Duração |  |
| 1.                                | "Who Says" (Dave Audé Radio Remix)                | 3:33    |  |
| 2.                                | "Who Says" (Bimbo Jones Radio Mix)                | 2:49    |  |
| 3.                                | "Who Says" (Tony Moran & Warren Rigg Radio Remix) | 3:38    |  |
| Duração total:                    | Duração total:                                    | 9:20    |  |

| Disco de remixes do Reino Unido |                                                |         |  |
| N.º                             | Título                                         | Duração |  |
| 1.                              | "Who Says" (Dave Audé Club Mix)                | 7:07    |  |
| 2.                              | "Who Says" (Bimbo Jones Club Mix)              | 5:46    |  |
| 3.                              | "Who Says" (Tony Moran & Warren Rigg Club Mix) | 7:24    |  |
| 4.                              | "Who Says" (Joe Bermudez & Chico Club Remix)   | 6:51    |  |
| 5.                              | "Who Says" (SmashMode Club Remix)              | 5:41    |  |
| Duração total:                  | Duração total:                                 | 41:59   |  |

## Créditos
Todo o processo de elaboração da canção atribui os seguintes créditos:
- Emanuel Kiriakou: composição
- John Lind: A&R
- Priscilla Renea: composição
- Selena Gomez: vocalista principal

## Desempenho nas tabelas musicais
"Who Says" estreou na tabela musical norte-americana Billboard Hot 100 no número 24. A posição coincidiu com a estreia de "Round & Round", o primeiro single de A Year Without Rain. Em 29 de junho, a canção atingiu o seu pico no 21ª lugar, marcando assim a posição de pico mais alta da banda nessa tabela. Adicionalmente, "Who Says" alcançou o décimo sétimo posto da tabela Pop Songs e o primeiro da Hot Dance Club Songs. A música também apareceu nas tabelas componentes da revista Billboard, Adult Pop Songs e Adult Contemporary, registrando assim a primeira aparição do grupo em ambos gráficos. Mais tarde, obteve os empregos 37 e 27, respectivamente, como os seus melhores. No Canadá, estreou na décima sétima colocação da Canadian Hot 100, tornando-se na estréia mais alta do conjunto na tabela. Também atingiu a décima quinta posição na Nova Zelândia, tornando-se na posição de pico mais alta da banda por lá. "Who Says" posicionou-se entre as cinquenta melhores colocações na Irlanda, e apareceu nas tabelas musicais principais no Reino Unido, Austrália, e Áustria.
| País - Tabela musical (2011)                    | Posição de pico |
| ----------------------------------------------- | --------------- |
| Alemanha - Media Control Charts                 | 44              |
| Austrália - ARIA Charts                         | 51              |
| Áustria - Ö3 Austria Top 40                     | 62              |
| Bélgica (Flandres) - Ultratop 50                | 8               |
| Canadá - Canadian Hot 100                       | 17              |
| Eslováquia - IFPI                               | 90              |
| Estados Unidos - Billboard Hot 100              | 21              |
| Estados Unidos - Hot Digital Songs (Billboard)  | 11              |
| Estados Unidos - Pop Songs (Billboard)          | 11              |
| Estados Unidos - Dance/Club Play Songs          | 1               |
| Estados Unidos - Radio Songs (Billboard)        | 47              |
| Estados Unidos - Adult Pop Songs (Billboard)    | 37              |
| Estados Unidos - Adult Contemporary (Billboard) | 27              |
| Irlanda - Irish Singles Chart                   | 36              |
| Nova Zelândia - Top 40 Singles                  | 15              |

| País - Tabela musical (2011)                      | Posição |
| ------------------------------------------------- | ------- |
| Estados Unidos - Billboard Hot 100                | 78      |
| Estados Unidos - Hot Dance Club Songs (Billboard) | 27      |
| Estados Unidos - Hot Digital Songs (Billboard)    | 51      |

| País - Associação (Vendas)        | Certificação |
| --------------------------------- | ------------ |
| Austrália - ARIA (35 mil)         | Ouro         |
| Estados Unidos - RIAA (3 milhões) | 3× Platina   |
| Noruega - IFPI (10 mil)           | Platina      |

## Histórico de lançamento
| Região         | Data                | Formato          | Edição          | Distribuidora fonográfica |
| -------------- | ------------------- | ---------------- | --------------- | ------------------------- |
| Estados Unidos | 8 de março de 2011  | Airplay          | Versão do álbum | Hollywood Records         |
| Canadá         | 14 de março de 2011 | Download digital | Versão do álbum | Universal Music           |
| Estados Unidos | 14 de março de 2011 | Download digital | Versão do álbum | Universal Music           |
| França         | 14 de março de 2011 | Download digital | Versão do álbum | Universal Music           |
| Alemanha       | 15 de março de 2011 | CD single        | Versão do álbum | Universal Music           |
| Austrália      | 24 de junho de 2011 | Download digital | EP de remixes   | Universal Music           |

## "Dices"
O segundo álbum da banda, A Year Without Rain (2010), tinha como faixa bônus a versão em castelhano da canção homónima, intitulada "Un Año Sin Lluvia", o que proporcionou à banda a extensão da turnê A Year Without Rain Tour para o Chile e para a Argentina. Então, a banda decidiu refazer a experiência com ""Who Says". Em uma entrevista, Gomez contou o que lhe inspirou a gravar a música: "Eu realmente preciso aprender a minha língua. Eu pratico castelhano, mas eu consigo entender melhor do que eu falo. Em várias entrevistas que eu tenho feito, as pessoas falam comigo em castelhano e eu respondo em inglês. Eles ficam 'uau, você entendeu tão fácil'."
"Dices", versão em espanhol de "Who Says", foi adaptada por Mark Portmann e Edgar Cortazar, tendo sido produzida por Cortazar e lançada no dia 13 de junho de 2011 para download digital na loja iTunes Store. A música é uma forma de divulgação de When the Sun Goes Down em países da América Latina e da Europa que têm a língua castelhana como idioma oficial. "Dices" foi lançada como single promocional como parte da contagem decrescente para o lançamento do álbum.
Cristin Maher, crítico do PopCrush, elogiou a habilidade da intérprete no idioma, dizendo que "durante a música, Gomez mostra suas habilidades bilingues, cantando as letras em castelhano com grande dicção". Maher chegou a comparar Gomez com a cantora latina Selena Quintanilla Pérez, pelas suas raízes latinas e também por seu nome, que foi inspirado em Pérez. Contudo, o crítico afirmou que não sabia se os fãs norte-americanos iriam se acostumar com a fase espanhola da artista faltando apenas duas semanas para o lançamento do disco, e encerrou a sua análise atribuindo quatro estrelas em avaliação a partir de uma escala de cinco.

### Alinhamento de faixas
A versão para download digital de 'Dices" somente contém a própria canção, ao contrário do CD single, que contém também a versão original em inglês.
| Download digital |         |         |  |
| N.º              | Título  | Duração |  |
| 1.               | "Dices" | 3:16    |  |

| CD single      |                |         |  |
| N.º            | Título         | Duração |  |
| 1.             | "Dices"        | 3:16    |  |
| 2.             | "Who Says"     | 3:15    |  |
| Duração total: | Duração total: | 6:31    |  |